# Bañados de Carrasco
Bañados de Carrasco - barrio (sąsiedztwo lub dzielnica) miasta Montevideo, stolicy Urugwaju. Obejmuje duży obszar na wschodnich przedmieściach. Graniczy z Las Canteras na południowym zachodzie, Flor de Maroñas i Jardines del Hipódromo na zachodzie, z Punta de Rieles – Bella Italia na północnym zachodzie, Villa García - Manga Rural na północy oraz z Carrasco  Norte na południu. Zachodnia granica to granica miasta z departamentem Canelones. Znajduje się tu Muzeum Fernando García oraz park jego imienia.